# Bom Jesus do Norte
Bom Jesus do Norte è un comune del Brasile nello Stato dell'Espírito Santo, parte della mesoregione del Sul Espírito-Santense e della microregione di Cachoeiro do Itapemirim.